# Parafia św. Wawrzyńca w Kijewie Królewskim
Parafia Świętego Wawrzyńca w Kijewie Królewskim – parafia rzymskokatolicka w diecezji toruńskiej, w dekanacie Unisław Pomorski, z siedzibą w Kijewie Królewskim. 
Proboszczem parafii jest ks. kan. Szczepan Średziński. 

## Historia
Parafia powstała w XIII wieku.

## Grupy parafialne
Koło Ministrantów i Lektorów, Żywy Różaniec, Schola Dziecięca, Katolickie Stowarzyszenie Młodzieży.

## Zasięg parafii
Do parafii należą wierni z miejscowości: Bajerze, Bągart, Dorposz-Szl., Kijewo Szl., Kosowizna, Napole, Płutowo, Szymborno.